# Acacia argyrodendron
Acacia argyrodendron är en ärtväxtart som beskrevs av Karel Domin. Acacia argyrodendron ingår i släktet akacior, och familjen ärtväxter. Inga underarter finns listade i Catalogue of Life.